# David Bruk
David Bruk (* 30. října 1968 Praha) je někdejší český lední hokejista hrající na postu útočníka. Po aktivní hráčské kariéře se stal trenérem ledního hokeje.

## Život
S hokejem začínal v pražské Slavii. V sezóně 1988/1989 nastupoval za béčko Dukly Jihlava. Poté pět ročníků strávil v západočeské metropoli v tamním hokejovém kubu. Před sezónou 1994/1995 přestoupil do pražské Sparty, ale po roce opět měnil působiště, když se stal hráčem Zlína. V něm vydržel dva ročníky a na sezónu 1997/1998 se přesunul do Českých Budějovic. Po jednom kompletním ročníku začal za českobudějovický tým i sezónu 1998/1999, ale v jejím průběhu odešel na své první zahraniční angažmá, a to do Německa, do týmu Revierlöwen Oberhausen. Ještě v průběhu ročníku změnil znovu dres a přestoupil do jiného německého klubu, a sice EV Landshut. V něm vydržel i během dalších dvou sezón, tedy 1999/2000 a 2000/2001. Pak se sice vrátil do své vlasti, do litvínovského celku, ale ještě během sezóny 2001/2002 přestoupil opět do zahraničí, do norského klubu Manglerud Star Ishockey. Vydržel v něm do konce rozehrané sezóny a poté se na dva roky přestěhoval do Itálie, do celku HC Pustertal, ve kterém v ročníku 2003/2004 svou aktivní sportovní kariéru ukončil.
Poté se stal trenérem, a to jak klubovým, tak rovněž reprezentačním. V sezóně 2008/2009 vedl výběr Plzeňského kraje do patnácti let. Následně po dva ročníky (2009/2010 a 2010/2011) zastával pozici hlavního trenéra plzeňského týmu do šestnácti let. Pak po dobu sedmi sezón (2010/2011 až 2017/2018) vedl plzeňské juniory. V sezónách 2018/2019 a 2019/2020 zastával pozici hlavního trenéra výběru mužů u týmu Stadionu Litoměřice. Ročník 2022/2023 strávil jako hlavní trenér Karlových Varů. Začal zde i sezónu 2023/2024, nicméně v jejím průběhu byl odvolán a přesunul se na post sportovního manažera. Další ročník (2024/2025) zastával pozici hlavního trenéra Vítkovic. Skončil zde 16. listopadu 2024. Od 1. května 2025 byl představen coby hlavní trenér pražské Slavie.
Od sezóny 2010/2011 až do 2021/2022 působil též jako asistent a někdy rovněž též hlavní trenér mládežnických reprezentačních výběrů své vlasti.